# 方綺蓓
方綺蓓（FONG Yee Pui, Erica，1991年12月24日—），香港女子田徑運動員。

## 簡歷
方綺蓓是香港短跑運動員，教練為張建勳，小學時期就讀保良局陳溢小學上午校和保良局世德小學（2003年），中學時期就讀保祿六世書院（2010年中七），曾獲得2007年及2008年度香港業餘田徑總會青年組全年傑出運動員，以及2008-2009新界地域中學單項傑出運動員；2010年被香港大學取錄。
2012年，方綺蓓獲外卡資格代表香港出戰英國倫敦舉行的奥林匹克运动会田徑比賽女子100公尺賽事。她在初賽被編入第1組出戰，結果以11.92秒第8名衝線，未能晉級。方綺蓓於2013年12月完成香港大學(翻譯系)學士課程後,開始成為全職運動員。

## 外部連結
- 方綺蓓在的頁面